# امیل بویراک
امیل بویراک (فرانسوی: Émile Boirac‎; ۲۶ اوت ۱۸۵۱ – ۲۰ سپتامبر ۱۹۱۷) فیلسوف، روان‌شناس، نویسنده و اسپرانتیست اهل فرانسه بود.
وی که از مروجان برجستهٔ زبان اسپرانتو بود، علاوه‌بر ریاست نخستین کنگره جهانی این زبان (بولون-سور-مر، فرانسه، ۷ اوت - ۱۲ اوت ۱۹۰۵)، مدیریت فرهنگستان اسپرانتو را نیز برعهده داشت.
وی یکی از نخستین کسانی بود که از اصطلاح دژا-وو استفاده‌کرد. اولین‌بار در نامه‌ای به سردبیر ژورنال دانشگاهیِ Revue philosophique در ۱۸۷۶ میلادی و بعدتر در کتاب روان‌شناسی آینده (به فرانسوی: L'Avenir des sciences psychiques) این اصطلاح را به‌کار گرفت.
بویراک به سال ۱۹۱۷ میلادی در دیژون و در سن ۶۶ سالگی درگذشت.